# Patrizia Caraveo

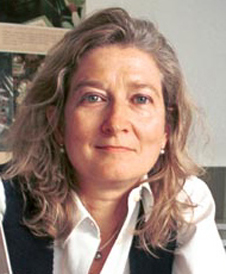
Patrizia Caraveo

Patrizia Caraveo (Milano, 8 aprile 1954) è un'astrofisica italiana.

## Biografia
Patrizia Caraveo si è laureata in Fisica all'Università degli Studi di Milano nel 1977. Dopo un periodo all'estero, è diventata ricercatrice all'Istituto di Fisica Cosmica del CNR di Milano, poi confluito nell'Istituto Nazionale di Astrofisica (INAF). Dal 2002 è dirigente di ricerca e direttore dell'Istituto di Astrofisica Spaziale e Fisica Cosmica di Milano (IASF). Ha collaborato a diverse missioni spaziali internazionali dedicate all'astrofisica delle alte energie a cominciare dalla missione europea Cos-B. Collabora alla missione AGILE dell'Agenzia Spaziale Italiana, alla missione INTEGRAL dell'Agenzia Spaziale Europea e alle missioni della NASA Swift e Fermi. È responsabile per la partecipazione INAF al progetto Cherenkov Telescope Array.
Il suo campo d'interesse principale è il comportamento delle stelle di neutroni alle diverse lunghezze d'onda. È stata tra i primi a capire il ruolo fondamentale delle stelle di neutroni nell'astrofisica delle alte energie. Durante gli anni di ricerca sull'identificazione della sorgente Geminga, riconosciuta come la prima pulsar senza emissione radio, ha messo a punto una strategia multilunghezze d'onda per l'identificazione delle sorgenti gamma galattiche.
È membro dell'Unione Astronomica Internazionale.
Dal 1997 Patrizia Caraveo è professore a contratto all'Università di Pavia dove tiene il corso di “Introduzione all'Astronomia”.
Suo marito era Giovanni Bignami, morto il 24 maggio 2017.

## Risultati scientifici
I primi dieci anni di ricerca sono stati dedicati quasi interamente all'analisi ed interpretazione dei dati di astronomia gamma raccolti dal satellite Cos-B e dall'inizio dell'attività in astronomia X con l'analisi dei dati raccolti da Einstein e da EXOSAT.
Nel periodo successivo, gli interessi si sono allargati ad includere tutta l'astronomia multilunghezze d'onda, in special modo l'astronomia ottica ed il lavoro di interpretazione dei risultati ottenuti.
Fin dal suo lavoro di tesi, Patrizia Caraveo ha preso parte all'intensa campagna di osservazioni multilunghezza d'onda che ha portato alla scoperta ed alla comprensione di Geminga. Questo ha richiesto l'uso di tutti gli strumenti disponibili al suolo e nello spazio: SAS-2, HEAO-1, Cos-B, Einstein, EXOSAT, Ginga, ROSAT, Egret, EUVE, ASCA, HST, Hipparcos, XMM-Newton, Chandra oltre a telescopi a terra, come il VLA, il CHFT ed i telescopi dell'ESO dal 3.6 m allo NTT fino al VLT.
I risultati su Geminga hanno aperto un nuovo capitolo nell'astrofisica delle alte energie: lo studio delle sorgenti gamma non identificate, ora uno dei principali temi di ricerca da parte di diversi gruppi in tutto il mondo.
L'identificazione di Geminga con una stella di neutroni isolata, la prima a non mostrare alcuna evidenza di emissione radio, ha aperto la strada ad un più generale studio della fenomenologia X e ottica di numerose pulsar. Accanto all'identificazione ottica ed allo studio dei colori di quasi tutte le stelle di neutroni con controparte ottica, Patrizia Caraveo ed il suo gruppo si sono dedicati alla misura dei loro moti propri e delle loro distanze, insieme allo studio della relazione tra stelle di neutroni giovani e resti di supernovae.
Con la misura dello spostamento parallattico di Geminga, Patrizia Caraveo ha ottenuto la prima misura ottica della distanza di una stella di neutroni isolata. La correlazione dei dati Hipparcos con le immagini HST, che ha permesso di ottenere la posizione assoluta della debolissima controparte ottica di Geminga, è stata scelta dall'ESA come una delle 30 Success Stories presentate alla conferenza ministeriale del maggio 1999.
Il perfezionamento delle tecniche di analisi dei dati dello Hubble Space Telescope ha permesso di misurare il moto proprio della Pulsar del Granchio e successivamente del moto proprio e parallasse della Pulsar delle Vele. In entrambi i casi si è notato un significativo allineamento tra la direzione del moto proprio ed i getti X originati dalle zone polari di queste due stelle di neutroni. Tale allineamento ha profonde implicazioni per la fisica dell'esplosione delle supernovae, poiché dimostra che la velocità delle stelle di neutroni è collegata ad una asimmetria assiale nell'esplosione della supernova, in base alla teoria del "pulsar kick".
Utilizzando il telescopio XMM-Newton, Patrizia Caraveo ha contribuito alla prima misura diretta del campo magnetico di una stella di neutroni isolata, grazie alla scoperta di righe di assorbimento collegate alla risonanza di ciclotrone nei dati della sorgente 1E1207-59, una stella di neutroni al centro di un resto di supernova ma senza controparte radio.
La grande sensibilità di XMM-Newton ha anche permesso di ottenere due nuovi spettacolari risultati su Geminga. Prima la scoperta che la stella, mentre si muove con velocità supersonica nel mezzo interstellare, genera un'onda d'urto che produce un vero e proprio strascico di raggi X. Tale strascico permette di sondare sia la densità del mezzo interstellare, sia l'energia degli elettroni accelerati dalla sorgente. Il risultato, pubblicato su Science del 5 settembre 2003 (che ha dedicato la copertina a XMM-Newton), ha avuto grande eco sulla stampa italiana e mondiale. Osservazioni eseguite attraverso Chandra hanno inoltre rivelato una coda su scala più piccola che segue il pulsar perfettamente allineata con il suo moto proprio. Potrebbe essere la PWN (Pulsar Wind Nebula) di Geminga. Mentre diversi altri pulsar hanno delle code “cometarie” di questo tipo, l'accoppiata tra le grandi strutture rivelate da XMM-Newton e la nuova coda osservata da Chandra è assolutamente inedita.
La statistica accumulata grazie ad XMM-Newton ha permesso a Patrizia Caraveo di fare il secondo passo avanti nella comprensione di Geminga grazie alla possibilità di studiare lo spettro della sorgente in funzione della fase. Ciò ha messo in luce che parte dell'emissione della stella è dovuta ad una minuscola macchia calda che ruota insieme alla stella. Il risultato, pubblicato da Science il 16 luglio 2004, è di grande importanza per la comprensione della fisica delle stelle di neutroni. La tecnica sviluppata per Geminga trova ora applicazione anche per altre stelle di neutroni.
Geminga non è più l'unico esempio di pulsar senza emissione radio. Il satellite Fermi ne ha scoperte dozzine dimostrando che le previsioni fatte sulla base della fenomenologia di Geminga erano fondamentalmente corrette.
A seguito della pubblicazione del catalogo delle sorgenti Gamma rivelate dal Fermi, Patrizia Caraveo coordina un programma X-ottico centrato sullo studio delle sorgenti gamma non identificate allo scopo di trovare sorgenti con altissimo rapporto X/ottico, uno dei segni caratteristici delle stelle di neutroni.

## Attività di coordinamento
Oltre all'attività di analisi dati, Patrizia Caraveo si è occupata dello studio e della pianificazione di nuove missioni. Ha fatto parte dell'Astronomy Working Group dell'ESA ed ha contribuito allo studio ed alla selezione delle nuove missioni.
Dopo il coinvolgimento nello spettrometro di Integral, Patrizia Caraveo ha fatto parte del gruppo proponente la partecipazione ESA a NGST ed ha coordinato, per conto dell'ESA, lo studio dello “On board data handling”, come possibile contributo ESA alla missione. Parallelamente, Patrizia Caraveo ha preso parte allo sviluppo delle nuove missioni di astrofisica delle alte energie: si tratta della missione AGILE dell'Agenzia Spaziale Italiana e delle missioni Swift e GLAST della NASA, per le quali ricopre la posizione di Co-Investigator.
Inoltre Patrizia Caraveo è responsabile del contratto ASI mirato al finanziamento delle attività astrofisiche legate alla missione GLAST (ora Fermi) della NASA.
All'interno di ASTRONET, Patrizia Caraveo è stata Co-Chair del Panel dedicato all'astrofisica delle alte energie.
Patrizia Caraveo è stata vice-coordinatore del panel aerospazio del Programma Operativo Nazionale (PON).
Attualmente è responsabile per la partecipazione INAF al Cherenkov Telescope Array.

## Premi
Come membro delle collaborazioni Swift, Fermi ed Agile ha condiviso con i colleghi il Premio Bruno Rossi della American Astronomical Society nel 2007, 2011 e 2012.
Per i contributi dati alla comprensione dell'emissione di alta energia delle stelle di neutroni, nel 2009 è stata insignita del Premio Nazionale Presidente della Repubblica.
Nel marzo 2014 ha ricevuto il premio Outstanding Achievement Award di Women in Aerospace-Europe.
Nel giugno 2014 Thomson Reuters l'ha inclusa nella lista degli "Highly Cited Researchers" per la disciplina "Space Science".
Nel dicembre 2016 è stata insignita dell'onorificenza di Commendatore dell’Ordine al Merito della Repubblica Italiana.
È stata inserita nell'elenco delle 100 esperte in area STEM nell'ambito del progetto "100 donne contro gli stereotipi per la Scienza".

## Opere
- Patrizia Caraveo, Uomini e donne: stessi diritti?, Roma, Castelvecchi, 2017, ISBN 9788869447105.
- Patrizia Caraveo, L'universo violento, collana Lezioni di Fisica, Milano, Corriere della Sera, 2018.
- Patrizia Caraveo, Conquistati dalla Luna, Raffaello Cortina Editore, 2019, ISBN 9788832850918.
- Patrizia Caraveo, Il cielo è di tutti, Il Dedalo, 2020, ISBN 9788822016027.
- Patrizia Caraveo, Sidereus Nuncius 2.0. I messaggeri celesti della nuova astronomia, 2021, ISBN 9788861848429.